# Cirripectes fuscoguttatus
Cirripectes fuscoguttatus és una espècie de peix de la família dels blènnids i de l'ordre dels perciformes.

## Morfologia
- Els mascles poden assolir 15 cm de longitud total.[4][5]

## Reproducció
És ovípar.

## Hàbitat
És un peix marí de clima tropical i associat als esculls de corall que viu entre 0-8 m de fondària.

## Distribució geogràfica
Es troba des del sud de Taiwan fins a les Tuamotu, Tonga i Micronèsia.